# Кежемское муниципальное образование
Кежемское сельское поселение — муниципальное образование со статусом сельского поселения в
Братском районе Иркутской области России. Административный центр — село Кежемский.

## Демография
По результатам Всероссийской переписи населения 2010 года
численность населения муниципального образования составила 2219 человек, в том числе 1079 мужчины и 1139 женщин.